# Леппяоя
Леппяо́я — река в России, протекает по территории Кааламского сельского поселения Сортавальского района Республики Карелии. Впадает в залив Контиолеппялахти озера Янисъярви. Длина реки составляет 12 км. Название имеет финское происхождение и происходит от слов leppä (ольха) и oja (ручей)

## Данные водного реестра
По данным государственного водного реестра России относится к Балтийскому бассейновому округу, водохозяйственный участок реки — Водные объекты бассейна оз. Ладожское без рек Волхов, Свирь и Сясь, речной подбассейн реки — Нева и реки бассейна Ладожского озера (без подбассейна Свирь и Волхов, российская часть бассейнов). Относится к речному бассейну реки Нева (включая бассейны рек Онежского и Ладожского озера).
Код объекта в государственном водном реестре — 01040300212102000010993.